# صديقي (فلم 1983)
صديقي (بالإسبانية: Mi socio) هو فيلم دراما بوليفي صدر عام 1983 من بطولة ديفيد سانتالا، وإخراج باولو أغاتزي. شارك الفيلم في مهرجان موسكو السينمائي الدولي الثالث عشر المنعقد في الفترة بين 7 - 21 يوليو 1983، ورُشح للجائزة الذهبية في المهرجان.
حصل الفيلم على جائزة مهرجان كاتالينا دي أورو في كارتاهينا في كولومبيا عام 1983 وجائزة أفضل ممثل رئيسي في نفس المهرجان. وفي نفس العام حصل الفيلم على جائزة كانوتا الفضية من مهرجان الشعلة الفضية.

## قصة الفيلم
يسافر سائق شاحنة ومنظف أحذية شاب عبر بوليفيا لمدة خمسة أيام. يذهبون إلى مدينة لاباز في الأنديز. في البداية يكون السائق رجل صعب المراس، مهتماً بالفتى كمساعد له فقط، ولكن انفتاح الفتى اليتيم وحساسيته يعمقان التفاهم بينهما.

## طاقم العمل
- غييرمو باريوس بدور كورا
- خوانا فرنانديز بدور دونا سباستا
- سوزانا هيرنانديز بدور ماتيلد
- هوغو بوزو بدور الميكانيكي
- مارييل ريفيرا بدور أرميندا
- جيراردو سواريز بدور بريلو
- ديفيد سانتالا بدور دون فيتو
- بلانكا ايرين أوريا بدور بيتي
- كارلوس ساندالو بدور العريس
- ميريام فيلاغوميز بدور العروس

## روابط خارجية
- مقالات تستعمل روابط فنية بلا صلة مع ويكي بيانات